# Cheng Chao-tsun
Cheng Chao-tsun (* 17. Oktober 1993 in Taoyuan) ist ein taiwanischer Speerwerfer. Von 2017 bis 2024 war er Inhaber des Asienrekordes in dieser Disziplin, in der er 2019 auch Asienmeister wurde.

## Sportliche Laufbahn
Erste internationale Erfahrungen sammelte Cheng Chao-tsun bei den Jugend-Asienspielen 2009 in Singapur, bei denen sie mit 71,97 m die Silbermedaille gewann. Anschließend schied er bei den Jugendweltmeisterschaften in Brixen mit 63,21 m in der Qualifikation aus. Im Jahr darauf gewann er bei den Juniorenasienmeisterschaften in Hanoi mit 73,26 m die Silbermedaille und qualifizierte sich für die Juniorenweltmeisterschaften in Moncton, bei denen er mit 71,58 m Achter wurde. Anschließend belegte er bei den erstmals ausgetragenen Olympischen Jugendspielen in Singapur im B-Finale Rang vier. 2011 nahm er an den Asienmeisterschaften in Kōbe teil und klassierte sich mit einer Weite von 67,86 m auf Rang elf. 2012 siegte er mit 74,68 m bei den Juniorenasienmeisterschaften in Colombo und schied bei den Juniorenweltmeisterschaften in Barcelona mit 67,88 m in der Qualifikation aus, wie auch bei der Sommer-Universiade in Kasan im Jahr darauf mit 65,38 m.
2014 nahm er erstmals an den Asienspielen im südkoreanischen Incheon teil und belegte mit 81,61 m den fünften Platz. 2015 folgte ein siebter Platz mit 73,71 m bei den Asienmeisterschaften in Wuhan und Rang vier bei den Studentenweltspielen in Gwangju mit 79,35 m. 2017 wurde er bei den Asienmeisterschaften in Bhubaneswar mit 80,03 m Sechster und qualifizierte sich auch für die Weltmeisterschaften in London, bei denen er mit 77,87 m in der Qualifikation aus. Zwei Wochen später siegte er bei der Sommer-Universiade in Taipeh mit neuem Asien- und Spielerekord von 91,36 m die Goldmedaille. 2018 nahm er erneut an den Asienspielen in Jakarta teil und belegte mit 79,81 m den fünften Platz. Anschließend wurde er beim Leichtathletik-Continentalcup in Ostrava mit 83,28 m Zweiter.
2019 siegte er bei den Asienmeisterschaften in Doha mit neuem Meisterschaftsrekord von 86,72 m und erhielt damit ein Freilos für die Weltmeisterschaften im Oktober, die ebenfalls in Doha stattfanden, bei denen er mit einer Weite von 77,99 m im Finale den zehnten Platz belegte. 2021 nahm er an den Olympischen Spielen in Tokio teil, scheiterte dort aber mit nur 71,20 m in der Qualifikationsrunde. 2023 belegte er bei den Asienmeisterschaften in Bangkok mit 69,54 m den siebten Platz und gelangte bei den Asienspielen in Hangzhou mit 67,03 m auf Rang zehn. 2025 verpasste er bei den Asienmeisterschaften in Gumi mit 70,80 m den Finaleinzug.
In den Jahren 2010, 2018 und 2020 wurde Cheng taiwanischer Meister im Speerwurf.